# Těžkotonážní hnutí

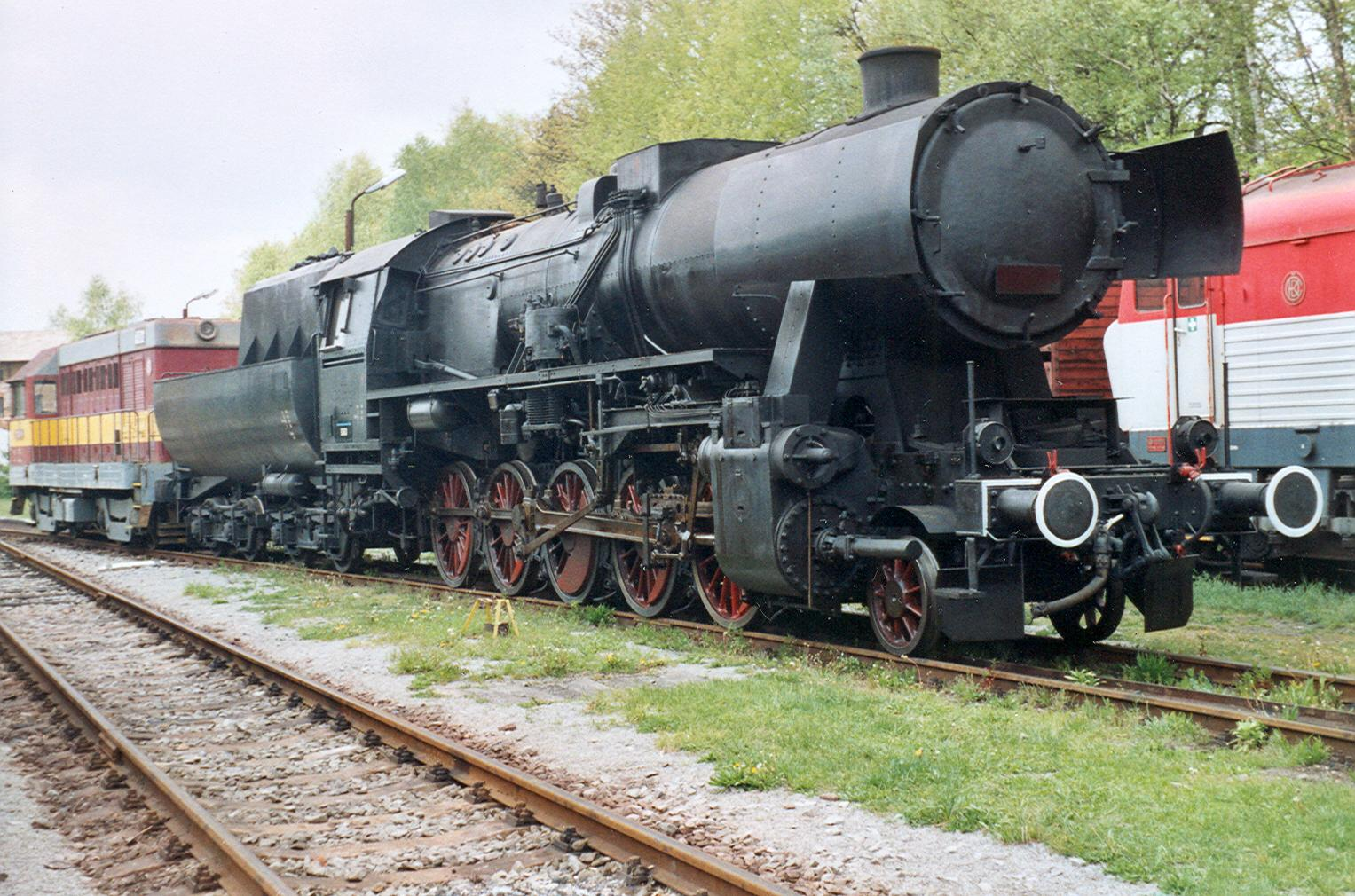
Parní lokomotiva řady 555.0, přezdívaná „němka“ byla mezi prvními těžkotonážními „rekordmany“. Pro svou vysokou tažnou sílu byla velmi oblíbená, zvlášť před příchodem novějších a výkonnějších strojů řady 556.0.

Těžkotonážní hnutí bylo budovatelské hnutí na železnici v Československu v 50. a 60. letech 20. století, které si kladlo za úkol zvýšit výkonnost na železnici pomocí vozby extrémně těžkých nákladních vlaků. Mediální prezentace těchto výkonů pak hrála svou roli v oficiální propagandě komunistického režimu v Československu.
Hnutí probíhalo obdobně jako např. údernické hnutí v uhelných dolech. Vybrané strojní (lokomotivní) čety s vybranými lokomotivami vozily zvlášť těžké vlaky, které pak musely mít na trati vždy přednost už proto, že se pro svoji délku nevešly do některých stanic a brzdění a rozjíždění takového vlaku bylo také dost zdlouhavé a komplikované.
Na vlaky byly nasazovány obvykle parní lokomotivy německé konstrukce řady 555.0, později 556.0. Po nástupu elektrizace se začaly využívat i tehdy nové stroje řad 121 a 181. Zde docházelo k poněkud absurdní situaci, kdy méně výkonné stroje řady 121 byly mezi „těžkotonážními četami“ oblíbenější než výkonnější 181, protože u řady 121 bylo snazší překonat normu zátěže, a tím se pak strojní četa dostala mezi překračovatele norem, a za to byly speciální příplatky ve mzdě.
Smysl těžkotonážního hnutí ležel spíš v propagandě komunistického režimu, než že by skutečně přispíval k lepší výkonnosti na železnici. Těžkotonážní vlaky byly pomalé a kvůli obtížnému křižování a předjíždění jinými vlaky komplikovaly dopravu na tratích. U lokomotiv docházelo k většímu opotřebení dílů a jejich větší poruchovosti a následným odstávkám z provozu. U nedostatečně dimenzované závislé elektrické trakce ve zkušebním provozu na trati Praha – Česká Třebová docházelo k přetížení.